# Florence Schelling
Pour les articles homonymes, voir Schelling.
Florence Schelling, née le 9 mars 1989, est une joueuse de hockey sur glace évoluant au poste de gardienne. Elle est la première femme à avoir évolué avec un club de LNB, en match amical. Elle est également la première à occuper le poste de directrice sportive d'un club de l'élite masculine suisse, alors qu'elle prend les rênes du CP Berne en avril 2020.
Elle remporte une médaille de bronze aux Jeux olympiques de Sotchi en 2014 avec l'équipe de Suisse.

## Carrière

### En tant que joueuse
Née le 9 mars 1989 et benjamine de sa famille, la jeune Florence est devenue gardienne à cause de ses deux frères, dont Philippe Schelling, qui avaient besoin de quelqu'un dans les buts lorsqu'ils jouaient au hockey. Rompue aux tirs, puissants, des garçons – elle a joué en Junior Élites A, la plus haute catégorie de jeunes en Suisse, et fait un test avec les GCK Lions, en LNB – et plutôt douée, Florence Schelling a commencé sa carrière en équipe nationale à 13 ans, et a même participé, alors qu'elle n'avait que 16 ans, aux Jeux olympiques de Turin.
Titulaire en équipe de Suisse, Florence Schelling quitte, en 2008, la Suisse pour rejoindre les États-Unis. Elle a alors le choix entre plusieurs universités et choisit l'université du Nord-Est car la ville et le fait qu'elle se trouve au centre de Boston lui plaisent. Elle décide aussi de jouer en NCAA car c'est le seul moyen d'allier hockey professionnel et études.
Elle gagne rapidement de nombreuses distinctions et les louanges de son entraîneur.
Après une excellente année 2011-2012, lors de laquelle elle est finaliste du Trophée Patty-Kazmaier,, elle participe à nouveau au championnat du monde. Elle est alors l'une des grandes artisanes de la première médaille mondiale de l'équipe de Suisse. En sus de sa médaille de bronze, elle est nommée meilleure gardienne du tournoi.
En juillet 2012, après avoir réussi ses études, elle quitte la NCAA pour rejoindre la Ligue canadienne de hockey féminin et les Stars de Montréal, par qui elle a été repêchée. Elle se retrouve alors en concurrence avec Kim St-Pierre, Jennifer Lavigne et Charline Labonté. Elle est ainsi prêtée par l’équipe montréalaise au Thunder de Brampton, qui joue lui aussi dans la Ligue canadienne de hockey féminin. Elle fait ses débuts dans cette ligue le 28 octobre contre Alberta.
Elle remporte la médaille de bronze lors des Jeux olympiques de 2014, à Sotchi. Grâce à ses performances, la Suisse obtient son meilleur résultat aux JO et elle est logiquement mise en avant par les journalistes du tournoi en étant nommée dans l'équipe-type, meilleure gardienne et meilleure joueuse de la compétition.
Après une dernière saison dans son pays natal, elle part pour la Suède, en 2015, rejoindre le club du Linköping HC, où elle évoluera jusqu'à la fin de sa carrière. Trois saisons durant lesquelles Florence Schelling remporte deux médailles d'argent. En outre, lors de sa dernière année, elle est désignée comme meilleure gardienne du championnat, avec un total de dix blanchissages, un pourcentage d'arrêts à 94,9 et une moyenne de buts concédés par match à seulement 1,45.
Elle participe à sa dernière compétition internationale en février 2018, lors des Jeux olympiques de PyeongChang, en Corée du Sud. Lors de la phase préliminaire, l'équipe de Suisse termine en tête de son groupe en remportant ses trois rencontres, et Florence Schelling n'accorde que deux buts en trois parties disputées. Comme lors de l'édition précédente, la sélection helvétique affronte la Russie, en quarts de finale, qui s'impose cette fois par 6 buts à 2. La Suisse termine finalement à la cinquième place du tournoi, après sa victoire en match de classement contre le Japon, 1 but à 0.
Au terme de la saison 2017-2018, Florence Schelling annonce sa retraite sportive, à l'âge de 29 ans.

### Après-carrière
Après sa carrière de hockeyeuse professionnelle, la Zurichoise complète une formation en économie politique et travaille notamment pour la Fédération internationale, l'IIHF. En 2018-2019, elle débute comme entraîneur assistant de l'équipe de Suisse féminie des moins de 18 ans, formation qu'elle reprend comme coach la saison suivante. En parallèle, Schelling est également adjointe chez les Rapperswil-Jona Lakers, en deuxième division féminine suisse.
Le 8 avril 2020, le CP Berne, l'un des clubs les plus puissants du pays, annonce l'engagement de Schelling au titre de directrice sportive de son équipe masculine, qui évolue en National League. Une fonction équivalente à celle de directeur général, dans la Ligue nationale de hockey. Il est indiqué qu'elle est dans un premier temps épaulée par son prédécesseur, Alexander Chatelain (de), avant de reprendre seule les rênes du club de la capitale fédérale, éliminé de la course aux play-off lors de la saison écoulée, un an après avoir décroché son 16e titre de champion national. Elle devient du coup la première femme à occuper un tel poste dans le hockey suisse, et ce à seulement 31 ans. Elle est démise de son poste après un an.

## Vie privée
Son frère Philippe est également hockeyeur professionnel en National League.

## Statistiques
Pour les significations des abréviations, voir Statistiques du hockey sur glace.

### En club
| Saison    | Équipe                  | Ligue                 |    | Saison régulière | Saison régulière | Saison régulière | Saison régulière | Saison régulière | Saison régulière | Saison régulière |     | Séries éliminatoires | Séries éliminatoires | Séries éliminatoires | Séries éliminatoires | Séries éliminatoires | Séries éliminatoires | Séries éliminatoires |
| Saison    | Équipe                  | Ligue                 | PJ | Min              | BC               | Moy              | % Arr            | Bl               | Pun              | PJ               | Min | BC                   | Moy                  | % Arr                | Bl                   | Pun                  |                      |                      |
| 2008-2009 | Huskies de Northeastern | NCAA                  | 19 | 1123             |                  | 2,24             | 93,3             |                  | 2                | -                | -   | -                    | -                    | -                    | -                    | -                    |                      |                      |
| 2009-2010 | Huskies de Northeastern | NCAA                  | 21 | 1269             |                  | 1,37             | 94,9             |                  | 4                | -                | -   | -                    | -                    | -                    | -                    | -                    |                      |                      |
| 2010-2011 | Huskies de Northeastern | NCAA                  | 28 | 1662             |                  | 2,02             | 93               |                  | 4                | -                | -   | -                    | -                    | -                    | -                    | -                    |                      |                      |
| 2011-2012 | Huskies de Northeastern | NCAA                  | 30 |                  |                  | 1,42             | 95               |                  |                  | -                | -   | -                    | -                    | -                    | -                    | -                    |                      |                      |
| 2012-2013 | Thunder de Brampton     | LCHF                  | 15 |                  |                  | 2,49             | 90,5             |                  |                  | 2                |     |                      | 3,03                 | 90,2                 |                      |                      |                      |                      |
| 2013-2014 | EHC Bülach              | 1re ligue (masculine) | 14 |                  |                  | 2,19             |                  |                  |                  | 3                |     |                      | 3,03                 |                      |                      |                      |                      |                      |
| 2013-2014 | SC Reinach (de)         | LNA                   | 3  |                  |                  |                  |                  |                  |                  | -                | -   | -                    | -                    | -                    | -                    | -                    |                      |                      |
| 2014-2015 | EHC Bülach              | 1re ligue (masculine) | 6  |                  |                  | 3,04             |                  |                  |                  | -                | -   | -                    | -                    | -                    | -                    | -                    |                      |                      |
| 2014-2015 | SC Reinach              | LNA                   | 2  |                  |                  | 2,50             |                  |                  |                  | 1                |     |                      | 1                    |                      |                      |                      |                      |                      |
| 2015-2016 | Linköping HC            | Riksserien            | 21 |                  |                  | 1,65             | 93,8             |                  |                  | 8                |     |                      | 1,76                 | 94,3                 |                      |                      |                      |                      |
| 2016-2017 | Linköping HC            | Riksserien            | 10 |                  |                  | 1,09             | 96,3             |                  |                  | 5                |     |                      | 1,81                 | 94,6                 |                      |                      |                      |                      |
| 2017-2018 | Linköping HC            | Riksserien            | 31 |                  |                  | 1,45             | 94,9             |                  |                  | 9                |     |                      | 1,08                 | 96,6                 |                      |                      |                      |                      |

### En équipe nationale
| Année | Équipe | Compétition               |   | PJ  | Min | BC   | Moy   | % Arr | Bl | Pun                                 |  | Résultat |
| 2004  | Suisse | Championnat du monde      | 3 | 166 |     | 1,80 | 95,5  |       | 0  | 8e place                            |  |          |
| 2005  | Suisse | Championnat du monde      | 1 |     |     | 2    | 85,7  |       | 0  | 1re place Division I                |  |          |
| 2006  | Suisse | Jeux olympiques           | 3 |     |     | 2,40 | 93,90 |       | 0  | 7e place                            |  |          |
| 2007  | Suisse | Championnat du monde      | 4 | 231 |     | 3,38 | 91,16 |       | 2  | 5e place                            |  |          |
| 2008  | Suisse | Championnat du monde      | 5 | 305 |     | 2,95 | 91,89 |       | 2  | 4e place                            |  |          |
| 2009  | Suisse | Championnat du monde      | 3 | 153 |     | 4,70 | 85    |       | 0  | 7e place                            |  |          |
| 2010  | Suisse | Jeux olympiques           | 5 | 302 |     | 3,18 | 90,91 |       | 0  | 5e place                            |  |          |
| 2011  | Suisse | Championnat du monde      | 4 | 289 |     | 2,92 | 94    |       | 0  | 6e place                            |  |          |
| 2012  | Suisse | Championnat du monde      | 5 | 288 |     | 3,33 | 93,19 |       | 0  | Médaille de bronze, monde           |  |          |
| 2013  | Suisse | Championnat du monde      | 4 |     |     | 3,28 | 91,8  |       |    | 6e place                            |  |          |
| 2014  | Suisse | Jeux olympiques           | 6 |     |     | 3,97 | 91,3  |       |    | Médaille de bronze, Jeux olympiques |  |          |
| 2015  | Suisse | Championnat du monde      | 4 |     |     | 1,78 | 94,1  |       |    | 6e place                            |  |          |
| 2016  | Suisse | Championnat du monde      | 5 |     |     | 1,58 | 93,2  |       |    | 7e place                            |  |          |
| 2017  | Suisse | Qualifications olympiques | 3 |     |     | 1,00 | 94,1  |       |    | 7e place                            |  |          |
| 2017  | Suisse | Championnat du monde      | 6 |     |     | 1,79 | 93,1  |       |    | 1re place                           |  |          |
| 2018  | Suisse | Jeux olympiques           | 5 |     |     | 1,41 | 94,2  |       |    | 5e place                            |  |          |